# 청천사
청천사는 대한민국 전라남도 무안군 청계면에 있다. 2009년 4월 16일 무안군의 향토문화유산 제3호로 지정되었다.

## 개요
1683년(숙종 9년) 무열공 배현경, 율헌 배균, 증암 배회의 충절을 추모하기 위해 후손들이 건립한 것으로 1803년(순조 4년)에 향내유림의 발의로 향현사가 되었다. 1846년(헌종 12)에 한 차례 중수된 후 서원훼철령(1868)에 의하여 훼철되었다. 그 후 1893년에 청천사유허비가 건립되었으며(사우건립시 매몰) 1899년 단을 세우게 되었다. 1917년 청천사유허비각을 중수한 후 1946년 향내유림의 발의로 옛터에 중수하였다. 중건 시 달성군 배운용, 금헌 배정지(1257~1351), 정절공 배극렴(1325~1392), 희암 배명 등이 추배되었고, 2007년 청절당 배상옥(동학농민운동 무안지역 의병장)을 추배하였다. 청천사는 동학농민혁명 당시 집강소로 이용되기 하였다.